# بين راسيل
بين راسيل (بالإنجليزية: Ben Russell)‏ هو صانع أفلام ومخرج أمريكي، ولد في 1976.

## وصلات خارجية
- بين راسيل على موقع IMDb (الإنجليزية)
- بين راسيل على موقع قاعدة بيانات الفيلم (الإنجليزية)